# César Thomson

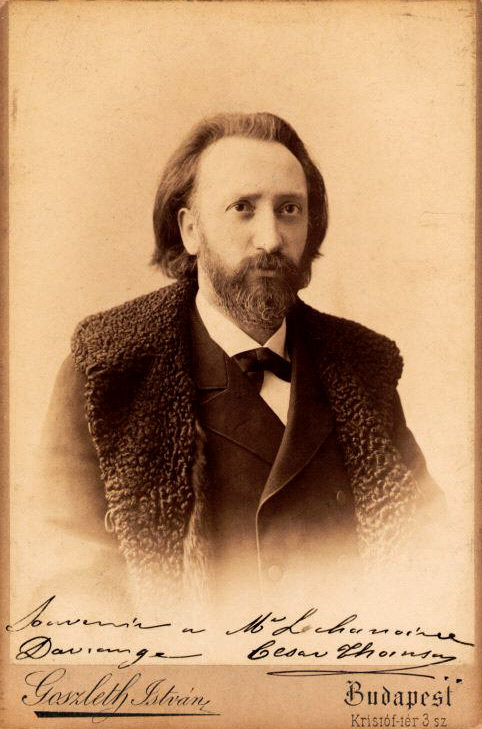
César Thomson, Foto von István Goszleth

César Thomson (* 18. März 1857 in Lüttich; † 21. August 1931 in Bissone, Schweiz) war ein belgischer Violinist, Violinpädagoge  und Komponist.

## Leben und Wirken
César Thomson kam bereits im Alter von sieben Jahren in die Klasse von Désiré Heynberg (1831–1897) ans Königliche Konservatorium Lüttich, weiteren Violinunterricht erhielt er dort von Rodolphe Massart, Jacques Dupuis (1830–1870) und Hubert Léonard. Zu seinen Studienfreunden zählten Eugène Ysaÿe, Martin Marsick und Ovide Musin, mit denen er unter der Leitung von Nicolas-Joseph Ysaÿe (um 1826–1905), dem Vater Eugènes, im Orchester des „Pavillon de Flore“ spielte, einem Vaudeville-Theater.
Im Alter von 16 Jahren bescheinigte man Thomson eine außergewöhnliche geigerische Technik. Am Brüsseler Konservatorium erhielt er weiterführenden Unterricht von Hubert Léonard, Henryk Wieniawski und Henri Vieuxtemps. 1875 bereiste er Italien und wurde in Lugano Mitglied im Privatorchester des russischen Bankiers und Eisenbahnmagnaten, Baron Paul von Derwies. 1877 heiratete er in Lugano Louisa Riva, die Tochter einer örtlichen Adelsfamilie.
Ab 1879 war Thomson Konzertmeister des Benjamin-Bilse-Orchesters in Berlin, der Bilse'schen Kapelle, aus der später die Berliner Philharmoniker hervorgingen. Zwei Jahre später übernahm er die Violinklasse am Lütticher Konservatorium. 1897 folgte er Eugène Ysaÿe in gleicher Stellung ans Brüsseler Konservatorium. In Brüssel gründete Thomson 1898 ein Streichquartett, welches er als Primarius führte.
Thomson, der als herausragender Paganini-Interpret galt, konzertierte in den meisten Ländern Europas und galt als einer der bedeutenden Violinvirtuosen seiner Zeit. Besonders in Leipzig, Brüssel und Lateinamerika feierte er solistische Erfolge, während er in England und den Vereinigten Staaten weniger erfolgreich auftrat. Er unterrichtete von 1924 bis 1927 am Ithaca College, ursprünglich eine Musikschule, und an der Juilliard School in New York.
Thomson betätigte sich als Arrangeur und Herausgeber der damals wenig bekannten Werke des italienischen Barocks (Corelli, Tartini, Nardini und Paganini; darunter waren aber auch Werke von Bach und Händel).
Die Stadt Lüttich ehrte ihn durch die Benennung einer Straße, des „Boulevard César Thomson“, und das Aufstellen einer Büste auf dem Boulevard Piercot vor dem Gebäude der Philharmonie, eines Werks des Lütticher Bildhauers Louis Dupont (1896–1967).

## Schüler
Zu seiner bedeutenden Schülern zählen Hugo Alfvén, Johan Halvorsen, Eduardo Fabini, Paul Kochanski, Alma Moodie, Guillermo Uribe Holguín, Haydn Wood, Augusto Brandt, Demetrius Constantine Dounis (1893–1954) und drei Mitglieder des Flonzaley Quartets.

## Werke (Auswahl)
- Zigeuner Rhapsodie für Violine und Orchester